# Liste des comtes de Hollande
 (août 2024).
Si vous disposez d'ouvrages ou d'articles de référence ou si vous connaissez des sites web de qualité traitant du thème abordé ici, merci de compléter l'article en donnant les références utiles à sa vérifiabilité et en les liant à la section « Notes et références ».
Les seigneurs de Hollande ont d'abord porté le titre de comte de Kennemerland, puis celui de comte de Frise occidentale à partir de 916 (Thierry Ier), enfin celui de comte de Hollande à partir de 1061 (Thierry V).

## Maison desGerulfing

### Comtes de Kennemerland
- av.833-855 : Gérulf Ier, comte en 839 dans le pagus Westrachi à l'est du Vlie.
- av.885-av.916 : Gérulf II, comte en 885 dans le Kennemerland, mort avant 916, fils ou petit-fils du précédent

### Comtes de Frise occidentale
- av.916-959 : Thierry Ier, mort après 939, probablement fils du précédent.
- 959-988 : Thierry II (v.930 † 988), petit-fils du précédent
Marié à Hildegarde de Flandre, fille d'Arnoul Ier, comte de Flandre.
Le 25 août 985, il reçoit de l'empereur Otton III toutes les terres situées entre la Meuse et le Vlie.
- 988-993 : Arnould  (v.951 † 993), fils du précédent
marié en 980 à Liutgarde, fille de Sigefroid, comte de Luxembourg
- 993-1044 : Thierry III (980 † 1044), fils du précédent
marié à Othélandis (993 † 1044), fille de Bernard Ier, margrave de Nordmarck
- 1044-1049 : Thierry IV († 1049), fils du précédent
- 1049-1061 : Florent Ier (Floris Ier) (1017 † 1061), frère du précédent
Marié vers 1050 à Gertrude de Saxe, fille de Bernard II Billung, duc de Saxe et d'Eilika de Schweinfurt.
En 1063 Gertrude de Saxe, épousa Robert le Frison qui gouverna le comté pendant la minorité de Thierry V.

### Comtes de Hollande
- 1061-1091 : Thierry V (1052 † 1091), fils du précédent, d'abord sous la régence de Robert le Frison, prend le titre de comte de Hollande
marié à Othelinde (v. 1054 † 1124), probablement de Saxe

En 1076, Robert le Frison céda à son beau-fils Thierry V de Hollande les îles méridionales de la Zélande, qui désormais constituèrent pour les comtes de Hollande un arrière-fief qu'ils relevaient de la Flandre. En échange, le comte récupéra le pays de Waes.
- 1091-1121 : Florent II le Gros (1085 † 1121), fils du précédent
marié vers 1113 à Gertrude d'Alsace (1086 † 1144), fille de Thierry II, duc de Lorraine, et d'Hedwige de Formbach
- 1121 - 1157 : Thierry VI (1114 † 1157), fils du précédent
marié à Sophie de Luxembourg-Salm (1117 † 1176), héritière de Bentheim, fille d'Otton de Luxembourg-Salm, comte palatin du Rhin, comte de Bentheim et de Rheineck, et de Gertrude, dame de Frise

Armes des comtes de Hollande: d'or au lion de gueules armé et lampassé d'azur.

- 1157-1190 : Florent III (1141 † 1190), fils du précédent
marié en 1162 à Ada d'Écosse, fille d'Henri d'Écosse, comte de Northumbrie, et d'Ada de Warenne
- 1190-1203 : Thierry VII († 1203), fils du précédent
marié en 1186 à Adélaïde de Clèves, fille d'Arnold Ier, comte de Clèves et d'Ide de Louvain
- 1203-1207 : Ada (1188 † 1223), fille du précédent
mariée en 1203 à Louis II († 1218), comte de Looz
Après la mort de Thierry VII, sa fille Ada chercha à se mettre en possession du comté. Mais elle fut vaincue par Guillaume, frère du comte défunt.
- 1207-1222 : Guillaume Ier (1167 † 1222), fils de Florent III, détrône sa nièce
marié :
  1. en 1197 avec Adélaïde de Gueldre († 1218), fille d'Otton Ier, comte de Gueldre et de Richardis de Wittelsbach dite aussi de Bavière
  2. en 1220 avec Marie de Brabant († 1260), fille d'Henri Ier, duc de Brabant, et de Mathilde de Boulogne et d'Alsace
- 1222-1234 : Florent IV (1210 † 1234), fils du précédent et d'Adélaïde de Gueldre
marié avec Mathilde de Brabant (1200 † 1267), fille d'Henri Ier, duc de Brabant, et de Mathilde de Boulogne et d'Alsace
- 1234-1256 : Guillaume II (1227 † 1256), fils du précédent, jusqu'en 1240 sous la tutelle de son oncle Otton, évêque d'Utrecht, élu roi de Germanie (Guillaume Ier) le 3 octobre 1247.
marié en 1252 à Élisabeth de Brunswick († 1266), fille d'Othon Ier l'Enfant, duc de Brunswick et de Mathilde de Brandebourg
- 1256-1296 : Florent V (1254 † 1296), fils du précédent, prend le contrôle de la Zélande et s'intitule comte de Zélande
marié en 1270 à Béatrice de Flandre († 1296), fille de Gui de Dampierre, comte de Flandre et de Mathilde de Béthune
- 1296-1299 : Jean Ier (1284 † 1299), fils du précédent

Après Jean Ier, les comtes de Hainaut héritent du comté de Hollande et de Zélande.

## Maison d'Avesnes

Hainaut moderne: Écartelé: en 1 et 4 d'or au lion de sable armé et lampassé de gueules, qui est de Flandre; en 2 et 3 d'or au lion de gueules armé et lampassé d'azur, qui est de Hollande.

- 1299-1304 : Jean II d'Avesnes (1248 † 1304), également comte de Hainaut (Jean Ier), fils de Jean d'Avesnes et d'Adélaïde de Hollande, elle-même fille de Florent IV.
marié en 1270 à Philippine de Luxembourg (1252 † 1311), fille d'Henri V, comte de Luxembourg, et de Marguerite de Bar
- 1304-1337 : Guillaume III d'Avesnes (1286 † 1337), comte de Hainaut (Guillaume Ier) et de Hollande, fils du précédent.
marié en 1305 à Jeanne de Valois (1294 †1342) fille de Charles de France, comte de Valois, et de Marguerite d'Anjou
- 1337-1345 : Guillaume IV d'Avesnes (1307 † 1345), comte de Hainaut (Guillaume II) et de Hollande, fils du précédent.
marié en 1334 à Jeanne de Brabant, fille de Jean III, duc de Brabant et de Limbourg, et de Marie d'Évreux

## Maison de Bavière (Wittelsbach)

Écartelé: en 1 et 4 fuselé en bande d'azur et d'argent, qui est de Bavière; et en 2 et 3 contre-écartelé de Flandre et de Hollande, qui est de Hainaut.

- 1345-1354 : Marguerite Ire (1310 † 1356), comtesse de Hainaut (Marguerite II) et de Hollande, sœur du précédent.
mariée en 1324 à l'empereur Louis IV de Bavière (1282 † 1347)

Son fils Guillaume lui disputa les comtés de Hollande et de Zélande qu'elle lui abandonna en 1354.
- 1354-1389 : Guillaume V de Bavière (1330 † 1389) comte de Hainaut (Guillaume III) et de Hollande à partir de 1356, fils de la précédente.
marié en 1352 à Mathilde de Lancastre (1335 † 1362), fille d'Henri de Grosmont, comte de Lancastre, et d'Isabelle de Beaumont
- 1389-1404 : Albert Ier de Bavière (1336 † 1404) comte de Hainaut et de Hollande, frère du précédent.
marié :
  1. à Marguerite de Brieg (1342 † 1386), fille de Louis de Silésie-Liegnitz, duc de Brieg, et d'Agnès de Goglau
  2. en 1394 avec Marguerite de Clèves (1375 † 1411), fils d'Adolphe Ier de La Mark, comte de Clèves, et de Marguerite de Juliers
- 1404-1417 : Guillaume VI de Bavière (1365 † 1417)' comte de Hainaut (Guillaume IV) et de Hollande, fils du précédent et de Marguerite de Brieg.
marié en 1385 à Marguerite de Bourgogne, fille de Philippe II le Hardi, duc de Bourgogne et de Marguerite, comtesse de Flandre
- 1417-1433 : Jacqueline de Bavière (1401 † 1436), comtesse de Hainaut et de Hollande, fille du précédent.
mariée en 1418 à Jean IV de Bourgogne (1403 † 1427), duc de Brabant, fils d'Antoine de Bourgogne et neveu de Jean sans Peur.

Elle reconnut en 1428 Philippe le Bon comme héritier de ses domaines, qu'elle lui abandonna formellement en 1433.

## Maison de Bourgogne (Maison capétienne de Valois)

Armes de Philippe le Bon et de Charles le Téméraire: Écartelé: en 1 et 4 d'azur semé de fleurs de lys d'or, à la bordure componée d'argent et de gueules, qui est de Touraine (premier apanage du duc de Bourgogne Philippe le Hardi); en 2 parti, à dextre bandé d'or et d'azur de six pièces, à la bordure de gueules, qui est de Bourgogne, et à senestre de sable au lion d'or armé et lampassé de gueules, qui est de Brabant; en 3 parti: à dextre de Bourgogne, et à senestre d'argent au lion de gueules à la queue fourchée passée en sautoir, armé, lampassé et couronné d'or, qui est de Limbourg; sur le tout d'or au lion de sable armé et lampassé de gueules, qui est de Flandre (les armes de Hollande n'apparaissent plus sur cet écu, même pas comme composant de celles de Hainaut).

- 1433-1467 : Philippe le Bon
- 1467-1477 : Charles le Téméraire
- 1477-1482 : Marie de Bourgogne

## Maison deHabsbourg
- 1482-1506 : Philippe le Beau
- 1506-1555 : Charles Quint
- 1555-1573 : Philippe II d'Espagne